# Hilda Wennerström
Hilda Emilia Wennerström, född Nordblom 2 augusti 1863 i Varbergs församling i Hallands län, död 14 januari 1963 i Falkenbergs församling i samma län, var en svensk rösträttsaktivist och politiker. 
Wennerström var sjuksköterska, utbildad vid Sophiahemmet, och var före sitt giftermål verksam som översköterska på flera sjukhus. Hon var styrelsemedlem i Föreningen för kvinnans politiska rösträtt. År 1912 blev Wennerström den första kvinnan i Söderhamns stadsfullmäktige, invald på de moderatas lista. Hon var från 1 september 1904 gift med stadsläkaren Gustaf Wennerström.